# Заслуженный металлург Украинской ССР
Заслуженный металлург УССР — это почётное звание, которое присваивалось выдающимся работникам металлургической отрасли в Украинской ССР. Металлургия была одной из ключевых отраслей экономики УССР, и многие специалисты в этой области внесли значительный вклад в развитие промышленности. 
Введено 6 февраля 1958 года.
В 2001 году согласно указу Президента Украины заменено почётным званием «Заслуженный металлург Украины».